# Maria Spacagna
Maria Spacagna (née en 1951 à Providence) est une chanteuse lyrique américaine, également professeur de chant, soprano.
C'est la première Américaine à chanter le rôle de Cio-Cio-San à La Scala de Milan. Elle chante Lodoletta.